# Попельно (Великопольське воєводство)
Попельно (пол. Popielno) — село в Польщі, у гміні Будзинь Ходзезького повіту Великопольського воєводства.
У 1975-1998 роках село належало до Пільського воєводства.